# Corona de los Andes
La Corona de los Andes, o Corona de Nuestra Señora de la Asunción de Popayán, es una corona votiva elaborada originalmente para una imagen de Nuestra Señora de la Asunción de Popayán, Colombia.
Mide 34,5 cm de alto, 52 cm de circunferencia, pesa 2,18 kilos en total y se realizó en oro de 18 a 24 quilates. Posee un total de 443 esmeraldas, que se distribuyen entre la banda y la diadema. La esmeralda más grande es la esmeralda de Atahualpa, una piedra de talla rectangular de 15,80 por 16,15 milímetros, presuntamente obtenida durante la captura del emperador Inca Atahualpa.

## Historia
Varias historias circulan sobre su construcción y origen. Los documentos más antiguos indican que fue elaborada en la década de 1590 en el Nuevo Reino de Granada (Imperio español), en acción de gracias a la Virgen por haber evitado un brote de viruela que habría devastado la región de Popayán. Christopher Hartop, sin embargo, un experto en joyas de la corona que la examinó durante una propuesta de venta a la casa de subastas Christie's en Nueva York en 1995, sugirió entonces que era una pieza de material compuesto, partes del cual fueron hechas probablemente en diferentes momentos entre los siglos XVI y XVIII. La corona tenía una larga historia de uso en la celebración de la fiesta de la Inmaculada Concepción, hasta que en las primeras décadas del siglo XX la cofradía que custodiaba la corona solicitó el permiso papal para venderla y destinar los fondos recaudados a fines benéficos. El permiso fue otorgado en 1914, pero los vendedores (la Cofradía de la Inmaculada Concepción) no encontraron un comprador hasta 1936, cuando un grupo de estadounidenses liderado por el empresario de Chicago Warren J. Piper la adquirió. En ese momento, el señor Piper dijo que la corona sería desarmada y que las gemas individuales serían vendidas por separado, pero esto no sucedió. En cambio, la corona fue exhibida esporádicamente en las siguientes décadas, especialmente en Detroit en 1937, cuando General Motors la utilizó en la presentación de su nueva gama de Chevrolet: 225 000 personas la vieron en esa ocasión, entonces un 15 % del total de la población de la ciudad. La corona fue exhibida también en la Feria mundial de Nueva York 1964 y en 1959 en el Museo Real de Ontario.
La forma como la corona fue sacada de Colombia es objeto de controversia y el gobierno colombiano adelantó esfuerzos para devolverla al país, lo cual finalmente no se consiguió. La corona fue adquirida en el año 2015 por el Museo Metropolitano de Arte de Nueva York.